# 545571 Carlobaccigalupi
545571 Carlobaccigalupi è un asteroide della fascia principale. Scoperto nel 2011, presenta un'orbita caratterizzata da un semiasse maggiore pari a 2,808172 UA e da un'eccentricità di 0,258793, inclinata di 12,266748° rispetto all'eclittica.